# Liginiac
Liginiac (Liginhac auf Okzitanisch) ist eine französische Gemeinde mit 657 Einwohnern (Stand 1. Januar 2022) im Département Corrèze in der Region Nouvelle-Aquitaine.

## Geografie
Die Gemeinde liegt im Zentralmassiv südlich vom Plateau de Millevaches und dem Regionalen Naturpark Millevaches en Limousin zwischen der Triouzoune und der Diège am rechten Ufer der Dordogne. An der nordwestlichen Gemeindegrenze mündet die Artaude in die Dordogne. Tulle, die Präfektur des Départements, liegt ungefähr 65 Kilometer südwestlich, Ussel etwa 17 Kilometer nördlich und Bort-les-Orgues rund 20 Kilometer östlich. Der Meridian von Paris durchzieht das Gemeindegebiet.
Nachbargemeinden von Liginiac sind Sainte-Marie-Lapanouze im Norden, Champagnac im Osten, Sérandon im Süden, Neuvic im Westen sowie Chirac-Bellevue im Nordwesten.

### Verkehr
Der Ort liegt ungefähr 15 Kilometer leicht südöstlich der Abfahrt 23 der Autoroute A89.

## Wappen
Beschreibung: In Blau ein gemauerter silberner Turm; heraldisch links davon eine silberne liegende Mondsichel, der gegenüber ein fünfstrahliger goldener Stern. Der rechte Ort  ist rot-gold geschacht.
Symbolik: Das rot-gold Geschachte im Ort ist ein Hinweis auf das Haus Ventadour.

## Bevölkerungsentwicklung
| Jahr      | 1962 | 1968 | 1975 | 1982 | 1990 | 1999 | 2007 | 2017 |
| Einwohner | 858  | 725  | 601  | 618  | 603  | 629  | 617  | 606  |

## Sehenswürdigkeiten
- Die Kirche Saint-Barthélémy, ein romanischer Sakralbau aus dem 12. und 17. Jahrhundert, ist seit dem 22. Dezember 1930 als Monument historique klassifiziert.[2]

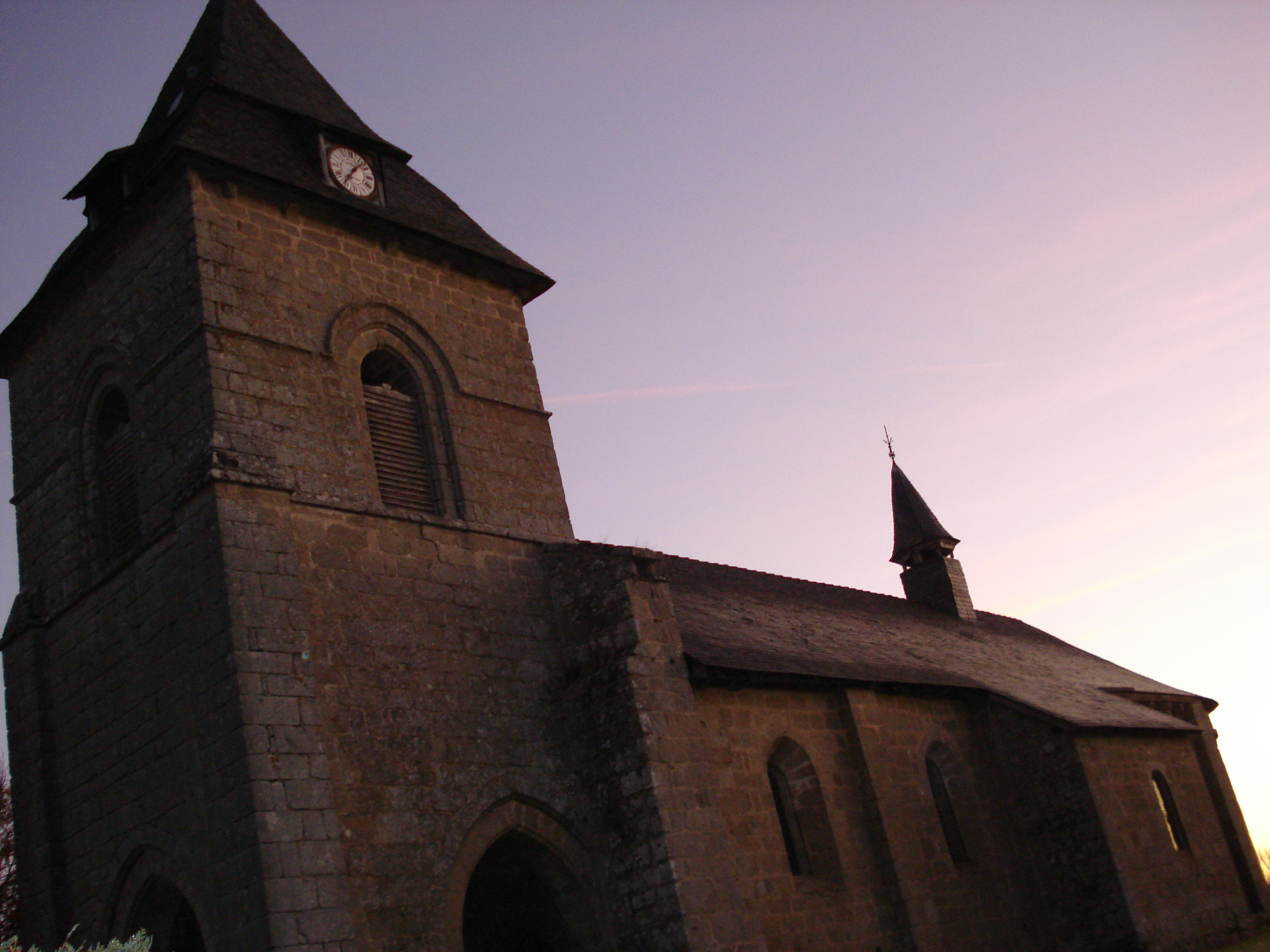
Kirche Saint-Barthélémy
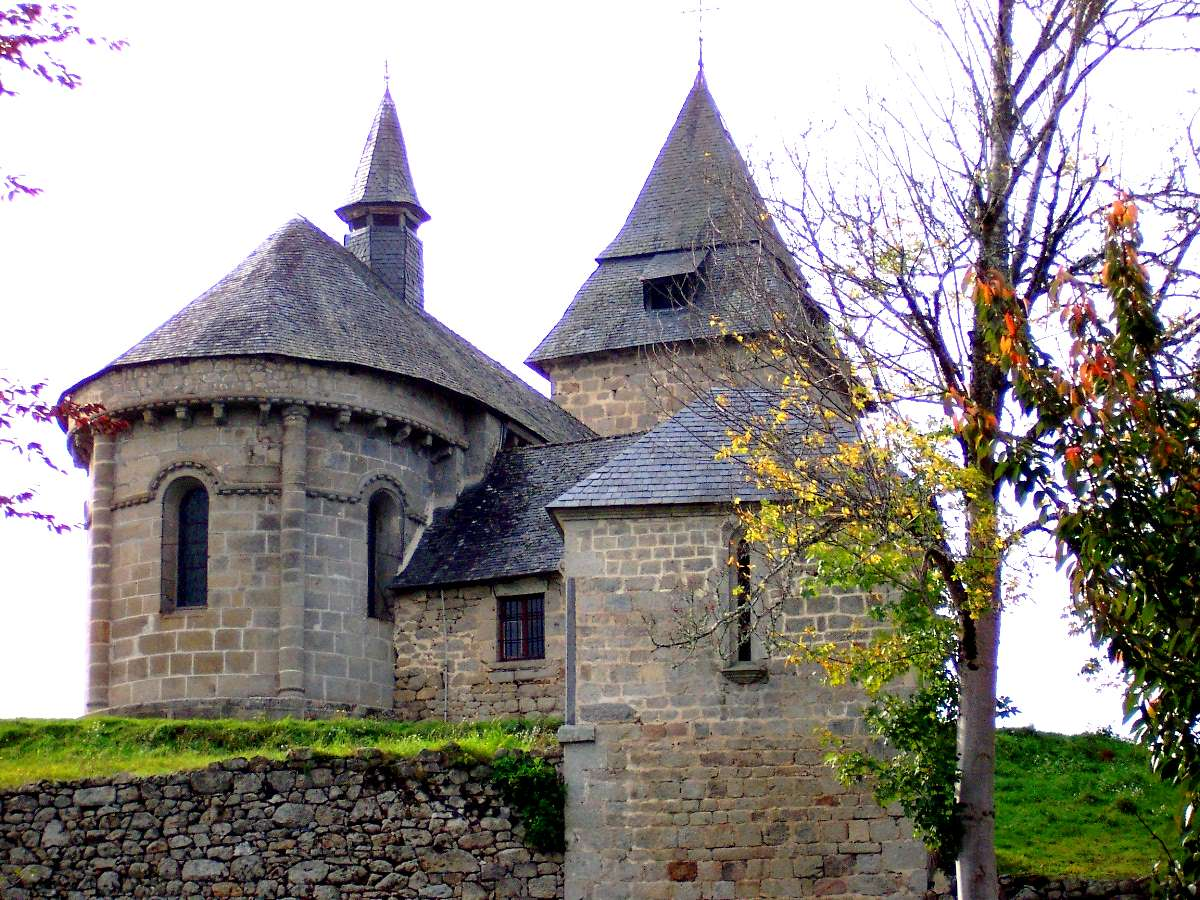
Von der Sporthalle aus gesehen
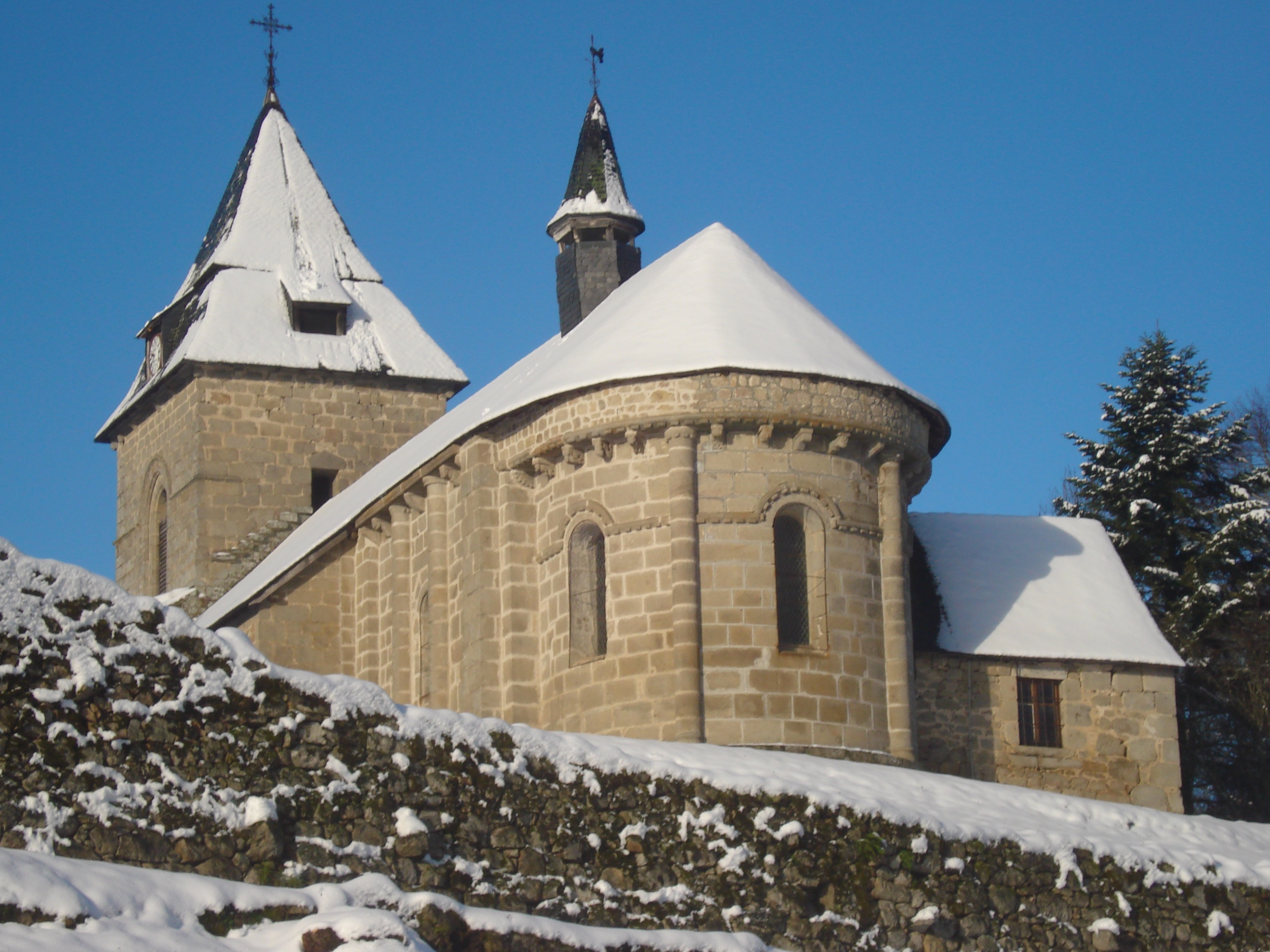
Schneebedeckte Kirche
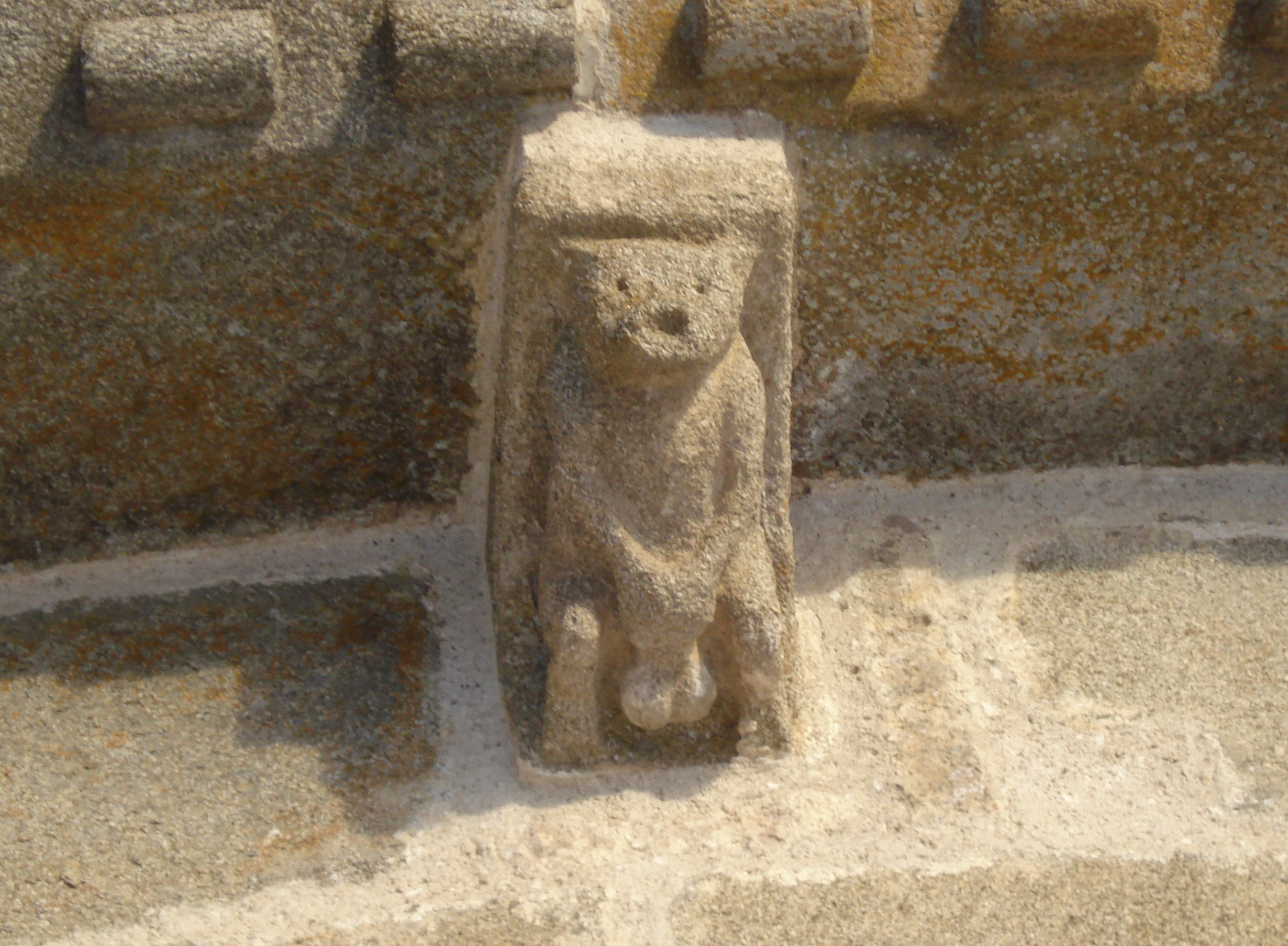
Ausschnitt aus dem Tragwerk der Kirche
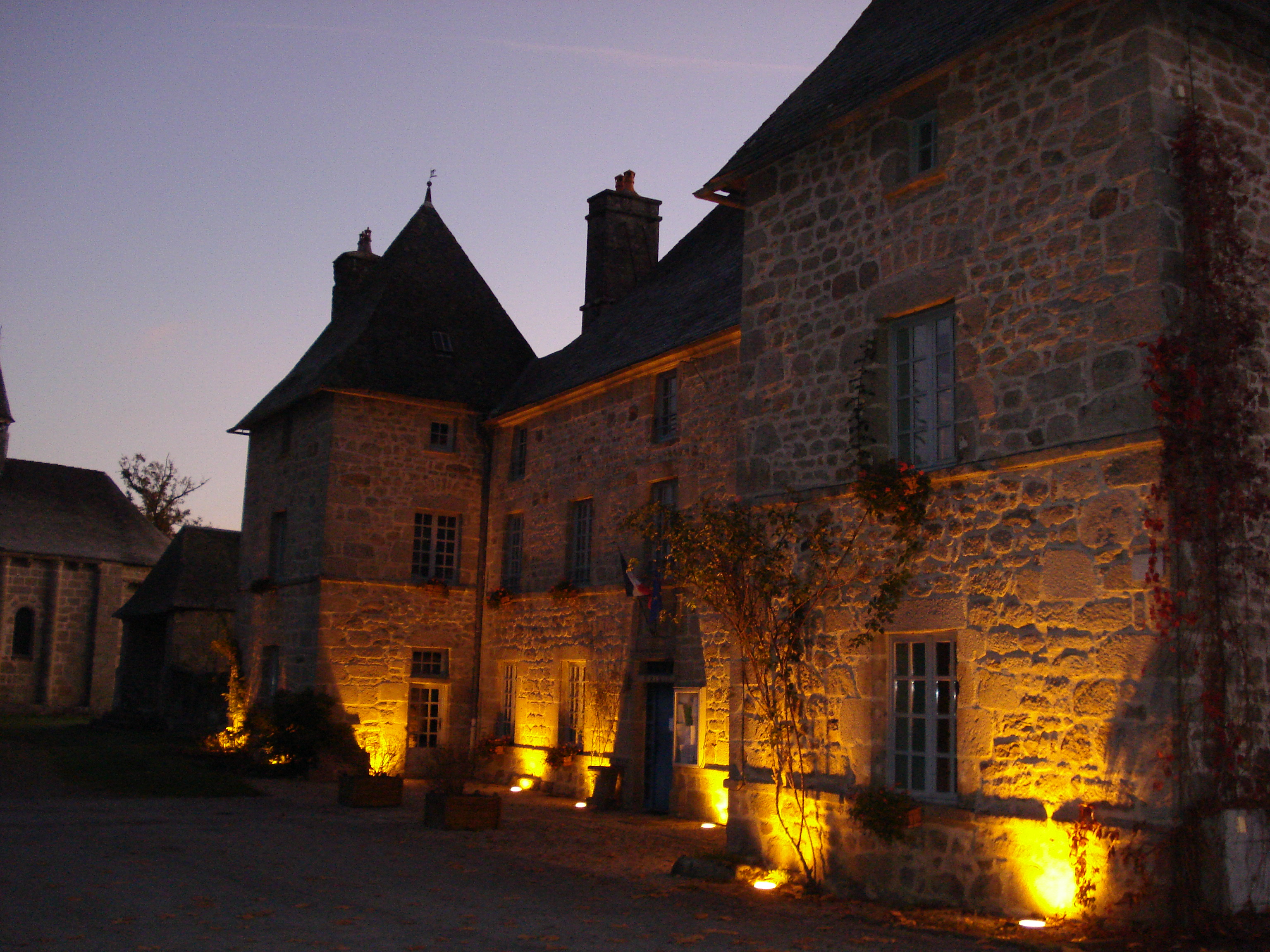
Rathaus von Ligniac

- Die Diège-Talsperre Barrage des Chaumettes liegt ca. 6 Kilometer östlich.[3]
- Die Triouzoune-Talsperre Barrage de Neuvic liegt ca. 6 Kilometer südwestlich.[4][5]
- Die Dordogne-Talsperre Barrage de Marèges liegt ca. 6 Kilometer südöstlich[6][7][8][9]

## Persönlichkeiten
- Jean-Pierre Moueix (1913–2003), Weinhändler in Bordeaux, Besitzer u. a. der Weingüter Château Magdelaine und des Château Pétrus sowie Sammler moderner Kunst